# Anders Fällström
Jan Anders Vincent Fällström, född 4 april 1967 i Sollefteå, är en svensk matematiker och akademisk ledare. Den 1 april 2017 tillträdde han som rektor vid Mittuniversitetet.
Han blev prorektor för Umeå universitet den 1 juli 2013 . Fällström var dessförinnan, från 2010, vicerektor med ansvar för utbildning vid Umeå universitet. Mellan 2008 och 2010 hade Fällström uppdrag som prodekan vid Umeå universitets teknisk-naturvetenskapliga fakultet. Detta efter att mellan 2004 och 2008 innehaft uppdraget som prefekt vid den matematiska institutionen (senare Institutionen för matematik och matematisk statistik) vid samma universitet.
Fällström tog grundexamen i matematik och ryska år 1988. Han disputerade 1994 på en avhandling med titeln "Algebras of bounded holomorphic fucntions" med Urban Cegrell som handledare. Hans specialområde är komplex analys i flera variabler. Fällström har också studerat vid det statliga Lomonosovuniversitetet (MGU) i Moskva, Ryssland och University of Michigan i USA.
Fällström, som är docent i matematik, har erhållit ett antal pedagogiska priser för sin gärning som universitetslärare. Däribland Umeå naturvetar- och teknologkårs pris "Bästa lärare" 1994 och 1997, Umeå naturvetar- och teknologkårs pedagogiska pris 2007  och Umeå universitets teknisk-naturvetenskapliga fakultets pedagogiska pris 2009 .